# Копальня Cooljarloo
Копальня Cooljarloo – гірничодобувне підприємство на заході Австралії.
Копальня, яка почала роботу в 1989 році, є першим елементом технологічного ланцюжка, що також включає переробний комплекс Чандала та завод діоксиду титану в Квінані. Проект реалізувала компанія Tiwest, яку створили на паритетних засадах американська корпорація Tronox та південноафриканська гірничодобувна Exxaro Resources Limited (в 2011-му сторони уклали угоду про придбання Tronox частки партнера в обмін на акції самої Tronox).
Розробка пісків з високим вмістом мінералів титану та цирконію провадиться передусім з використанням технології штучного ставка, в якому діють два земснаряди, що руйнують фронтальну стінку ставка, та плавуча збагачувальна фабрика, яка вилучає з отриманої від земснарядів пульпи суміш корисних мінералів. Вибірка ґрунту розширює ставок, тоді як пуста порода, повернута після збагачення, заповнює задню частину водойми. Разом земснаряди мають видобувати до 24 млн тонн породи на рік, при цьому їх продуктивність становить 3000 тонн на годину, а робоча глибина досягає 25 метрів.
Частина породи вилучається без застосування земснарядів за допомогою традиційної гірничої техніки та проходить збагачення у наземній фабриці, куди доправляється за допомогою конвеєра.
Отриманий концентрат вивозять автопотягами до розташованого за 110 кілометрів переробного комплексу в Чандала.
Проектна потужність копальні становить 770 тонн концентрату на рік. В 2021-му фактично виробили 317 тисяч тонн концентрату, який містив 185 тисяч тонн ільменіту, 26 тисяч тонн рутилу та 27 тисяч тонн циркону.
Станом на кінець 2023 року залишкові запаси копальні оцінювались у 307 млн тонн з середнім вмістом важких мінералів 1,8 % (5,5 млн тонн зазначених мінералів, з яких 61% припадає на ільменіт, 12% на циркон та 8% на рутил і лейкоксен). Крім того, ресурси оцінювались у 295 млн тонн з середнім вмістом важких мінералів 1,6 %.
Під час розробки родовища також вилучають певні обсяги монациту – радіоактивного мінералу з високим вмістом рідкісноземельних елементів. Втім, наразі цей компонент складується.